# Макдональдит
Макдональдит (рос. макдональдит; англ. macdonaldite; нім. Macdonaldit m) — мінерал, водний силікат кальцію і барію з групи цеолітів.

## Загальний опис
Хімічна формула: BaCa4[(Si4O10)4 |(OH)2] •10H2O.
Склад у % (з порід округу Фресно, шт. Каліфорнія, США): BaO — 10,2; CaO — 14,8; SiO2 — 61,1; H2O — 13,7. Домішки: Al2O3, Fe2O3, TiO2, MnO, MgO, SrO.
Сингонія ромбічна.
Спайність по (010) досконала, по (001) ясна.
Форми виділення: волокнисті кристали, радіальні агрегати.
Густина 2,27.
Твердість 3,5 — 4,0.
Безбарвний, білий.
Блиск скляний, шовковистий полиск.
Знайдений разом із санборнітом у метаморфічних породах на контакті з ґранодіритами окр. Фресно (штат Каліфорнія, США).
За прізвищем американського геолога Дж. А. Макдональда (G.A.McDonald), J.T.Alfors, M.C.Stinson, R.A.Matthews, A.Pabst, 1965.